# Unión del Norte
Unión del Norte è un comune (corregimiento) della Repubblica di Panama situato nel distretto di Montijo, provincia di Veraguas. Si estende su una superficie di 35,2 km² e conta una popolazione di 697 abitanti (censimento 2010).